# Пшивечежинек
Пшивечежинек (пол. Przywieczerzynek) — село в Польщі, у гміні Любане Влоцлавського повіту Куявсько-Поморського воєводства.
У 1975-1998 роках село належало до Влоцлавського воєводства.